# Pere Blanes i Viale
Pere Blanes i Viale (Mercedes, 1878 – Montevideo, 1926) fou un pintor uruguaià. Fill del metge mallorquí Pere Blanes Mestre, oncle del pintor Josep Francesc Sureda i Blanes i cosí germà dels germans Sureda i Blanes (Miquel, Francesc, Maria, Rosa i Josep).

## Biografia
Va rebre el seu ensinistrament inicial sota la instrucció de Juan Mestre. L'any 1893 es va establir al costat de la seva família a Mallorca, i en els anys següents va realitzar una sèrie de viatges d'anada i tornada a l'Uruguai. Les acadèmies que Blanes visitava eren d'inclinació academicista.
A Mallorca, i a començament del segle xx, va ser influenciat per artistes catalans i va practicar pintura a l'aire lliure. Blanes va experimentar una varietat de gèneres, com ara la pintura de gènere, religiosa, paisatgista i històrica. Algunes de les seves moltes obres són:
- Jardín Mallorquino (1906)
- Retrato de Ema de Castro de Figari (1907)

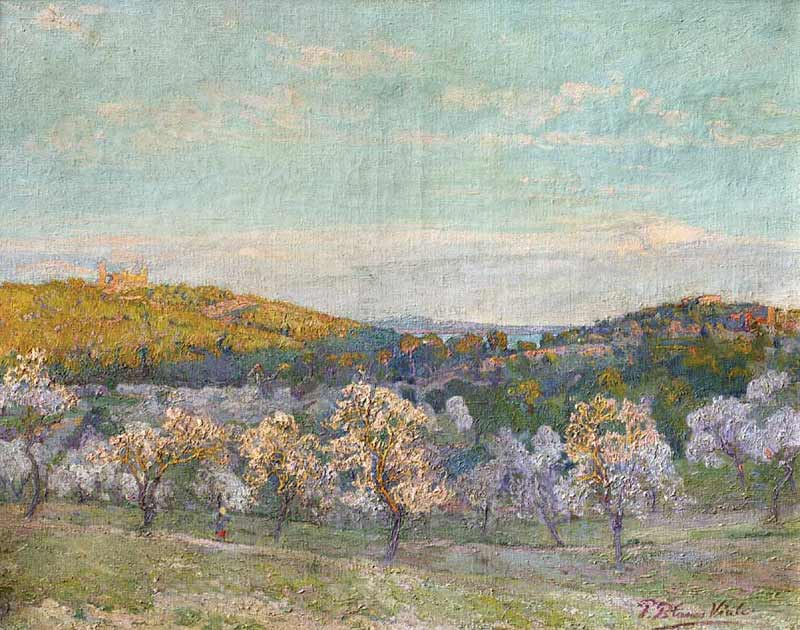
Castillo de Bellver (Mallorca)

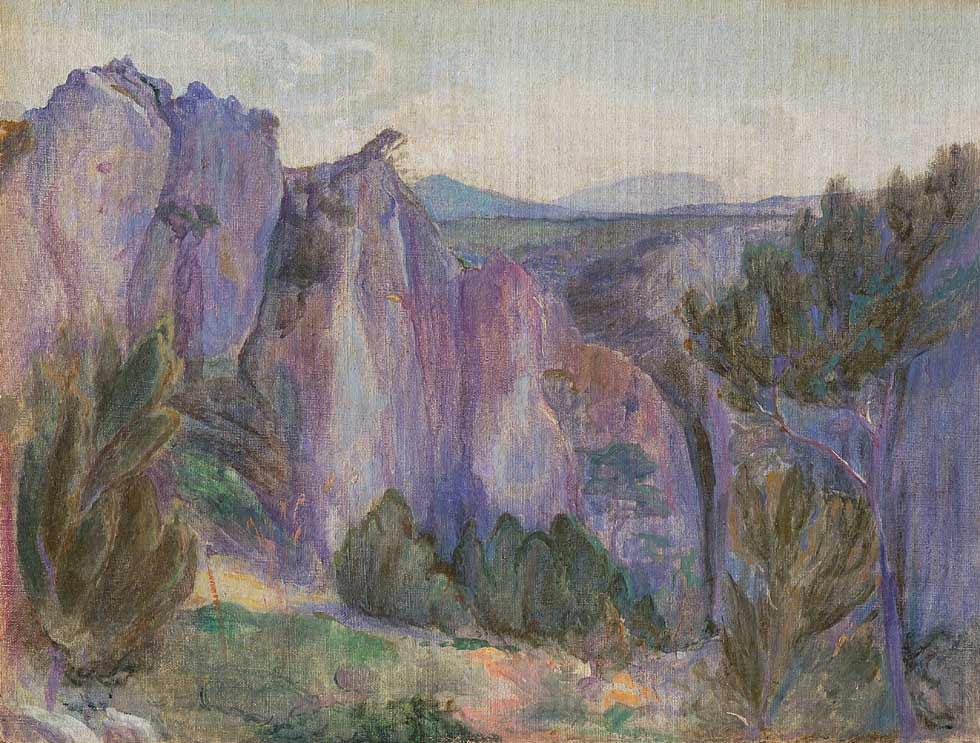
Las grutas

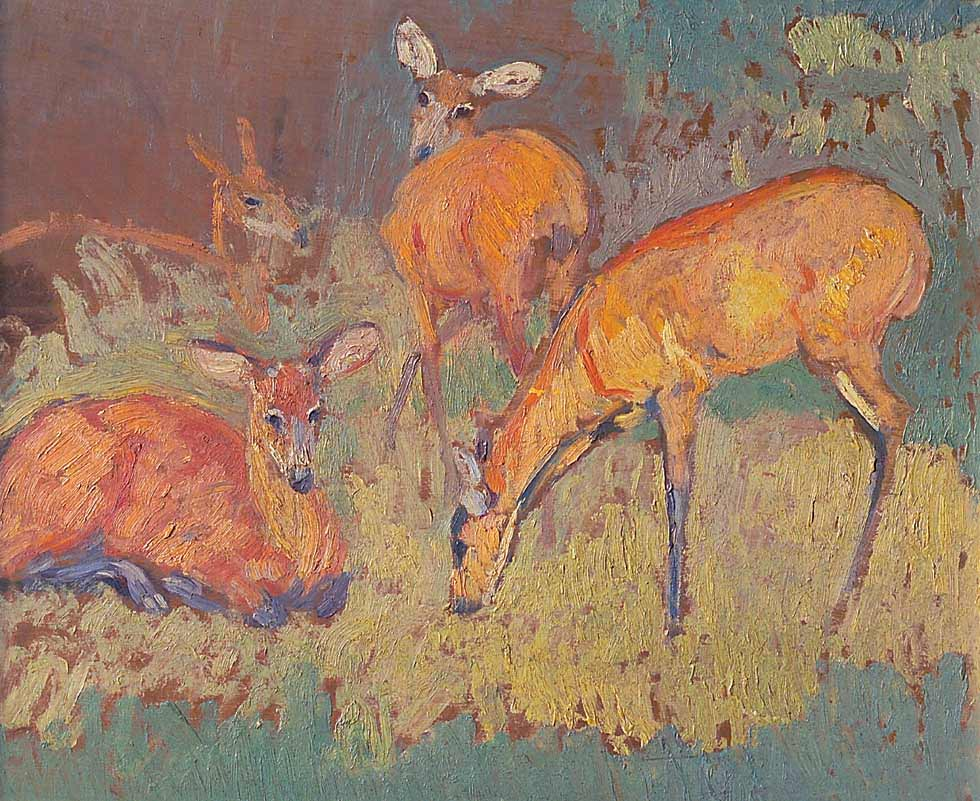
Ciervos

- Recuerdo de Isla Madeira (1915)
- Las glicinas (1923).